# Ágnes Mutina
Dans le nom hongrois Mutina Ágnes, le nom de famille précède le prénom, mais cet article utilise l’ordre habituel en français Ágnes Mutina, où le prénom précède le nom.
Ágnes Mutina, née le 19 avril 1988 à Miskolc, est une nageuse hongroise.

## Biographie
Elle a participé à trois éditions des Jeux olympiques, en 2004 à Athènes, 2008 à Pékin et 2012 à Londres, obtenant ses meilleurs résultats en 2008 avec une finale sur le relais 4 × 200 m nage libre achevée à la sixième position et une demi-finale sur le 200 m nage libre (éliminée avec le onzième temps).
En 2007, elle connaît son premier podium international en obtenant la médaille de bronze aux Championnats d'Europe en petit bassin sur le 400 m nage libre. En 2008, c'est en grand bassin qu'elle décroche cette même récompense sur 200 m nage libre aux Championnats d'Europe. 
Deux ans plus tard, elle augmente de façon importante son palmarès en remportant avec ses coéquipières le relais 4 × 200 m nage libre et le bronze au 200 m nage libre aux Championnats d'Europe disputés à domicile à Budapest. En fin d'année 2010, Championnats d'Europe en petit bassin, Mutina est titrée pour la première fois en individuel en grand championnat en s'imposant sur le 400 m nage libre des Championnats d'Europe en petit bassin.
Lors des Championnats d'Europe à Debrecen en 2012, elle obtient l'argent sur le relais 4 × 200 m nage libre, derrière les Italiennes.